# Амани
Ама́ни (рос. Аманы) — присілок у складі Селтинського району Удмуртії, Росія.

## Населення
Населення — 1 особа (2010; 8 в 2002).
Національний склад станом на 2002 рік:
- удмурти — 100 %

## Урбаноніми[3]
- вулиці — Аманівська